# Marcus Aurelius Root
Marcus Aurelius Root (Granville, 15 agosto 1808 – Filadelfia, 2 aprile 1888) è stato un fotografo statunitense.

## Biografia
Nel 1838 si trasferì a Filadelfia dove incontrò e sposò la figlia del pastore presbiteriano Nath Kennedy e dove studiò con il pittore inglese Thomas Sully. Ben presto però il maestro si rese conto delle scarse capacità pittoriche dell'allievo, il quale si orientò verso la dagherrotipia, il cui impegno fu così costante e con ampi consensi, tanto che nel 1844 aprì alcuni atelier a Mobile, New Orleans, Saint Louis e ovviamente a Filadelfia. Nel 1849, in società con il fratello Samuel, aprì una galleria a New York, situata a Broadway, attiva fino al 1857.
In poco tempo, apprese così bene le tecniche relative alla fotografia dell'epoca, che fu riconosciuto come uno dei più importanti dagherrotipisti d'America conferendogli varie medaglie alla Grande Esposizione di Londra del 1851 e qualche anno dopo alla Crystal Palace Exhibition di New York. Egli fotografò alcune delle più grandi celebrità del suo tempo, tra cui Edgar Allan Poe, Jenny Lind, Phineas Taylor Barnum, il candidato presidenziale Winfield Scott,  il vicepresidente degli Stati Uniti George M. Dallas. Fu anche un difensore dei malati mentali e del popolo nativo americano. Ebbe a scrivere del capo Seneca Blacksnake che morì in una riserva nel dicembre 1859: "uomo di raro potere intellettuale e morale".
Non si ha la certezza ma si può supporre che il nome al procedimento ambrotipia sia stato coniato da Root.

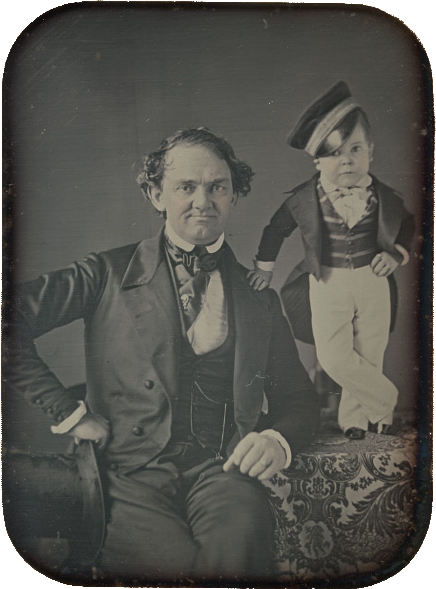
Phineas Taylor Barnum e Charles Sherwood Stratton (alias generale Tom Thumb), 1950 circa

Nel 1856 fu gravemente ferito in un incidente ferroviario. Accadde l'8 dicembre 1856 alla stazione di Alliance dove, in seguito allo scontro di due treni, ci furono otto morti e diversi feriti, tra i quali Root che, trovandosi sulla banchina della stazione, riportò lo schiacciamento di una gamba con varie fratture e rimanendo paralizzato. Durante la lunga convalescenza scrisse il libro The Camera and the Pencil (La fotocamera e il pennello). Pubblicato nel 1864, il volume trattava la storia della fotografia mettendo assieme anche informazioni tecniche di macchine ed agenti chimici. 
Nel libro l'impostazione dell'autore si concentrava prevalentemente sulla concezione secondo la quale non dovessero esserci differenze nella considerazione artistica da parte dei critici e della gente nei confronti dei fotografi e dei pittori che dovevano essere trattati sullo stesso piano, sostenendo l'importanza da un lato di un ambiente di lavoro piacevole per i modelli e dall'altro di un occhio artistico per coloro che si accingevano ad usare pennelli o macchine fotografiche. Secondo Root, una buona fotografia non era tale soltanto grazie ad un funzionamento meccanico. Root, inoltre, scrisse vari articoli per riviste fotografiche specializzate.
Il suo lavoro col dagherrotipo permise a Root di guadagnare ingenti somme rapidamente, parte delle quali nel 1859 furono investite nell'acquisto dell'Hotel Mount Vernon a Cape May che venne distrutto lo stesso anno, così che perse l'intero investimento. Root non si riprese mai completamente dall'incidente del 1856 e, anche se gli fu riconosciuta la sua importanza in campo fotografico, tanto da essere definito "il primo dagherrotipista d'America" e fu inserito nella mostra del 1876 della Esposizione Centennale dal titolo The Progress of a New Art, from August, 1839 to May 1876, non si ha la certezza che tutte le foto fossero scattate da lui o da qualche suo assistente, in particolare le più vicine alla data del 1876.
Venne iscritto come artista in pensione nel censimento del 1880. Nel 1885 cadde da un tram e da quel momento trascorse il resto della sua vita in isolamento per le ferite riportate fino alla morte avvenuta tre anni dopo nella sua casa di Filadelfia. Lasciò la moglie e sette figli, tutti sposati.

## Pubblicazioni
- The Camera and the Pencil or the Heliographic Art, Its Theory and Practice in All Its Various Branches, Forgotten Books, 2018 - ISBN 978-0259485315